# Mont Ventoux Dénivelé Challenge 2020
La 2.ª edición de la clásica ciclista Mont Ventoux Dénivelé Challenge fue una carrera en Francia que se celebró el 6 de agosto de 2020 con inicio en la ciudad de Vaison-la-Romaine y final en alto del Mont Ventoux sobre un recorrido de 179 kilómetros.
La carrera formó parte del UCI Europe Tour 2020, calendario ciclístico de los Circuitos Continentales UCI, dentro de la categoría 1.1 y fue ganada por el ruso Aleksandr Vlasov del Astana. Completaron el podio, como segundo y tercer clasificado respectivamente, el australiano Richie Porte del Trek-Segafredo y el francés Guillaume Martin del Cofidis, Solutions Crédits.

## Equipos participantes
Tomaron parte en la carrera 18 equipos: 6 de categoría UCI WorldTeam, 9 de categoría UCI ProTeam y 3 de categoría Continental. Formaron así un pelotón de 124 ciclistas de los que acabaron 70. Los equipos participantes fueron:
| WorldTeams (6)- AG2R La Mondiale - Cofidis - Groupama-FDJ - Astana - Trek-Segafredo - UAE Team Emirates ProTeams (9)- B&B Hotels-Vital Concept p/b KTM - Nippo Delko One Provence - Arkéa-Samsic - Total Direct Énergie - Bardiani CSF Faizanè - Burgos-BH - Caja Rural-Seguros RGA - Circus-Wanty Gobert - Euskaltel-Euskadi Equipos continentales (3)- Cambodia Cycling Academy - Canyon DHB p/b Soreen - Equipo Kern Pharma |
| |

## Clasificación final
- La clasificación finalizó de la siguiente forma:[3]

| \| Clasificación general \| Clasificación general \| Clasificación general \| Clasificación general \| Clasificación general \| \| Ciclista \| Ciclista \| Equipo \| Tiempo \| \| \| --------------------- \| --------------------- \| --------------------- \| --------------------- \| --------------------- \| \| 1.º \| Aleksandr Vlásov \| Astana \| 4 h 56 min 39 s \| \| \| 2.º \| Richie Porte \| Trek-Segafredo \| + 18 s \| \| \| 3.º \| Guillaume Martin \| Cofidis \| + 59 s \| \| \| 4.º \| Pierre Latour \| AG2R La Mondiale \| + 1 min 29 s \| \| \| 5.º \| Fabio Aru \| UAE Team Emirates \| + 1 min 38 s \| \| \| 6.º \| Harold Tejada \| Astana \| + 1 min 43 s \| \| \| 7.º \| Kenny Elissonde \| Trek-Segafredo \| + 1 min 51 s \| \| \| 8.º \| Nairo Quintana \| Arkéa-Samsic \| + 1 min 57 s \| \| \| 9.º \| Jesús Herrada \| Cofidis \| + 2 min 15 s \| \| \| 10.º \| Valentin Madouas \| Groupama-FDJ \| + 2 min 22 s \| \| |                  |                   |                 |
| |                  |                   |                 |
| Fuente: ProCyclingStats |                  |                   |                 |
| Clasificación general |                  |                   |                 |
| Ciclista | Ciclista         | Equipo            | Tiempo          |
| 1.º | Aleksandr Vlásov | Astana            | 4 h 56 min 39 s |
| 2.º | Richie Porte     | Trek-Segafredo    | + 18 s          |
| 3.º | Guillaume Martin | Cofidis           | + 59 s          |
| 4.º | Pierre Latour    | AG2R La Mondiale  | + 1 min 29 s    |
| 5.º | Fabio Aru        | UAE Team Emirates | + 1 min 38 s    |
| 6.º | Harold Tejada    | Astana            | + 1 min 43 s    |
| 7.º | Kenny Elissonde  | Trek-Segafredo    | + 1 min 51 s    |
| 8.º | Nairo Quintana   | Arkéa-Samsic      | + 1 min 57 s    |
| 9.º | Jesús Herrada    | Cofidis           | + 2 min 15 s    |
| 10.º | Valentin Madouas | Groupama-FDJ      | + 2 min 22 s    |

## UCI World Ranking
El Mont Ventoux Dénivelé Challenge otorgó puntos para el UCI World Ranking para corredores de los equipos en las categorías UCI WorldTeam, UCI ProTeam y Continental. Las siguientes tablas son el baremo de puntuación y los 10 corredores que obtuvieron más puntos:
| Posición   | 1.º | 2.º | 3.º | 4.º | 5.º | 6.º | 7.º | 8.º | 9.º | 10.º | 11.º | 12.º | 13.º-15.º | 16.º-25.º |
| Puntuación | 125 | 85  | 70  | 60  | 50  | 40  | 35  | 30  | 25  | 20   | 15   | 10   | 5         | 3         |

| Clasificación |                  |                            |        |
| Posición      | Ciclista         | Equipo                     | Puntos |
| ------------- | ---------------- | -------------------------- | ------ |
| 1.º           | Aleksandr Vlasov | Astana                     | 125    |
| 2.º           | Richie Porte     | Trek-Segafredo             | 85     |
| 3.º           | Guillaume Martin | Cofidis, Solutions Crédits | 70     |
| 4.º           | Pierre Latour    | AG2R La Mondiale           | 60     |
| 5.º           | Fabio Aru        | UAE Emirates               | 50     |
| 6.º           | Harold Tejada    | Astana                     | 40     |
| 7.º           | Kenny Elissonde  | Trek-Segafredo             | 35     |
| 8.º           | Nairo Quintana   | Arkéa Samsic               | 30     |
| 9.º           | Jesús Herrada    | Cofidis, Solutions Crédits | 25     |
| 10.º          | Valentin Madouas | Groupama-FDJ               | 20     |